# Zemědělský svaz České republiky
Zemědělský svaz České republiky je organizací zaměstnavatelů – podnikatelů v zemědělství. Je sdružením právnických a fyzických osob – zemědělských obchodních společností, zemědělských družstev, odbytových družstev a společností, zemědělců a dalších podnikatelů, jejichž podnikání je především zaměřeno na zemědělství, pěstitelství, chovatelství a služby. Jako jedno ze zájmových společenstev je začleněn do Agrární komory České republiky.
Deklarovaným předmětem činnosti Svazu je „obhajovat a prosazovat zájmy svých členů v oblasti produkce, odbytu a zhodnocování zemědělské produkce, usilovat o rozvoj zemědělství a venkova, pomáhat svým členům v rozvoji jejich podnikatelských aktivit a za tím účelem jim poskytovat služby, poradenský servis a vzdělávání v oblasti hospodářské, ekonomické, podnikatelské, obchodní, právní a sociální.“
Zemědělský svaz je největší zaměstnavatelskou organizací na českém venkově.[zdroj?] Byl ustaven v r. 2001 a je nástupnickou organizací Svazu zemědělských družstev a společností vzniklého transformací Svazu družstevních rolníků, který vznikl v době Pražského jara v roce 1968. Členové svazu v současné době[kdy?] obhospodařují v ČR cca 34 % zemědělské půdy.
Svaz hájí především zájmy velkých firem, vzniklých z bývalých JZD.